# جام باشگاهی آفریقا–آسیا
مسابقات قهرمانی باشگاه‌های آفریقا-آسیا (به انگلیسی: Afro-Asian Club Championship) که گاهی به عنوان جام باشگاهی آفریقا–آسیا نیز شناخته می‌شود، یک رقابت فوتبالی بود که توسط کنفدراسیون فوتبال آفریقا (سی‌ای‌اف) و کنفدراسیون فوتبال آسیا (ای‌اف‌سی) تأیید شد و بین قهرمانان آفریقا و قهرمانان آسیا برگزار می‌شد. این مسابقات از جام بین قاره‌ای (که توسط فدراسیون‌های فوتبال اروپا و آمریکای جنوبی سازماندهی شد و اکنون با جام باشگاه‌های جهان جایگزین شده است) الگوبرداری شد و از سال ۱۹۸۷ تا ۱۹۹۹ برگزار شد.

## تاریخچه
دو مسابقه اول که در سال‌های ۱۹۸۶ و ۱۹۸۷ برگزار شد در یک مسابقه برگزار شد. از سال ۱۹۸۸ تا ۱۹۹۸ مسابقات به صورت تساوی دو پا برگزار شد. آخرین برنده تیم مراکشی الرجا کازابلانکا بود که در سال ۱۹۹۸ تیم کره‌ای پوهانگ استیلرز را شکست داد.
پس از اینکه نمایندگان کنفدراسیون فوتبال آسیا در رای گیری برای میزبانی جام جهانی فوتبال ۲۰۰۶ به جای آفریقای جنوبی (که در نهایت در رقابت‌های جام جهانی فوتبال ۲۰۱۰ برنده شد) از آلمان در رای گیری برای میزبانی جام جهانی فوتبال ۲۰۰۶ حمایت کردند، کنفدراسیون فوتبال آفریقا تصمیم به خروج از مسابقات گرفت.
در فوریه ۲۰۱۸، احمد احمد رئیس سی‌ای‌اف اظهار داشت که کنفدراسیون فوتبال آفریقا مجدداً این رقابت را معرفی خواهد کرد.

## لیست قهرمانان

### کلید
| # | قهرمان جام باشگاه‌های آفریقا |
| † | قهرمان جام باشگاه‌های آسیا   |

| سال  | کشور                                                         | قهرمان                                                       | نتیجه                                                        | نایب قهرمان                                                  | کشور                                                         | تاریخ                                                        | محل                                                          | یادداشت     |
| ---- | ------------------------------------------------------------ | ------------------------------------------------------------ | ------------------------------------------------------------ | ------------------------------------------------------------ | ------------------------------------------------------------ | ------------------------------------------------------------ | ------------------------------------------------------------ | ----------- |
| ۱۹۸۶ | کره جنوبی                                                    | دوو رویالز †                                                 | ۲–۰                                                          | ارتش سلطنتی #                                                | مراکش                                                        |                                                              | ریاض، عربستان سعودی                                          |             |
| ۱۹۸۷ | مصر                                                          | زمالک #                                                      | ۲–۰                                                          | فوروکاوا الکتریک †                                           | ژاپن                                                         |                                                              | قاهره، مصر                                                   |             |
| ۱۹۸۸ | ژاپن                                                         | یومیوری †                                                    | ۱–۳                                                          | الاهلی #                                                     | مصر                                                          | ۲ سپتامبر ۱۹۸۹                                               | توکیو، ژاپن                                                  |             |
| ۱۹۸۸ | مصر                                                          | الاهلی #                                                     | ۱–۰                                                          | یومیوری †                                                    | ژاپن                                                         | ۲۲ سپتامبر ۱۹۸۹                                              | قاهره، مصر                                                   |             |
| ۱۹۸۸ | الاهلی برنده شد ۴–۱ در مجموع                                 |                                                              |                                                              |                                                              |                                                              |                                                              |                                                              |             |
| ۱۹۸۹ | الجزایر                                                      | وفاق سطیف #                                                  | ۲–۰                                                          | السد †                                                       | قطر                                                          | ۱۲ ژانویه ۱۹۹۰                                               | قسنطینه، الجزایر                                             |             |
| ۱۹۸۹ | قطر                                                          | السد †                                                       | ۱–۳                                                          | وفاق سطیف #                                                  | الجزایر                                                      | ۱۹ ژانویه ۱۹۹۰                                               | دوحه، قطر                                                    |             |
| ۱۹۸۹ | وفاق سطیف برنده شد ۵–۱ در مجموع                              |                                                              |                                                              |                                                              |                                                              |                                                              |                                                              |             |
| ۱۹۹۰ | برگزار نشد تیم‌های راه یافته: الرجا # و لیائونینگ †           | برگزار نشد تیم‌های راه یافته: الرجا # و لیائونینگ †           | برگزار نشد تیم‌های راه یافته: الرجا # و لیائونینگ †           | برگزار نشد تیم‌های راه یافته: الرجا # و لیائونینگ †           | برگزار نشد تیم‌های راه یافته: الرجا # و لیائونینگ †           | برگزار نشد تیم‌های راه یافته: الرجا # و لیائونینگ †           | برگزار نشد تیم‌های راه یافته: الرجا # و لیائونینگ †           |             |
| ۱۹۹۱ | برگزار نشد تیم‌های راه یافته: القبائل # و استقلال †           | برگزار نشد تیم‌های راه یافته: القبائل # و استقلال †           | برگزار نشد تیم‌های راه یافته: القبائل # و استقلال †           | برگزار نشد تیم‌های راه یافته: القبائل # و استقلال †           | برگزار نشد تیم‌های راه یافته: القبائل # و استقلال †           | برگزار نشد تیم‌های راه یافته: القبائل # و استقلال †           | برگزار نشد تیم‌های راه یافته: القبائل # و استقلال †           |             |
| ۱۹۹۲ | تونس                                                         | آفریقایی #                                                   | ۲–۱                                                          | الهلال †                                                     | عربستان سعودی                                                | ۲۶ دسامبر ۱۹۹۲                                               | تونس، تونس                                                   |             |
| ۱۹۹۲ | عربستان سعودی                                                | الهلال †                                                     | ۲–۲                                                          | آفریقایی #                                                   | تونس                                                         | ۶ ژانویه ۱۹۹۳                                                | ریاض، عربستان سعودی                                          |             |
| ۱۹۹۲ | آفریقایی برنده شد ۴–۳ در مجموع                               |                                                              |                                                              |                                                              |                                                              |                                                              |                                                              |             |
| ۱۹۹۳ | ایران                                                        | پاس †                                                        | ۰–۰                                                          | الوداد کازابلانکا #                                          | مراکش                                                        | ۳۱ دسامبر ۱۹۹۳                                               | تهران، ایران                                                 |             |
| ۱۹۹۳ | مراکش                                                        | الوداد کازابلانکا #                                          | ۲–۰                                                          | پاس †                                                        | ایران                                                        | ۱۶ ژانویه ۱۹۹۴                                               | کازابلانکا، مراکش                                            |             |
| ۱۹۹۳ | الوداد کازابلانکا برنده شد ۲–۰ در مجموع                      |                                                              |                                                              |                                                              |                                                              |                                                              |                                                              |             |
| ۱۹۹۴ | مصر                                                          | زمالک #                                                      | ۲–۱                                                          | تای‌فارمرز بانک †                                             | تایلند                                                       | ۱۱ سپتامبر ۱۹۹۴                                              | محله الکبری، مصر                                             |             |
| ۱۹۹۴ | تایلند                                                       | تای‌فارمرز بانک †                                             | ۱–۰                                                          | زمالک #                                                      | مصر                                                          | ۲۱ سپتامبر ۱۹۹۴                                              | بانکوک، تایلند                                               |             |
| ۱۹۹۴ | مجموع ۲–۲, تای‌فارمرز بانک برنده شد در گل زده در خانه حریف    |                                                              |                                                              |                                                              |                                                              |                                                              |                                                              |             |
| ۱۹۹۵ | تایلند                                                       | تای‌فارمرز بانک †                                             | ۱–۱                                                          | اسپرانس #                                                    | تونس                                                         | ۲۹ اوت ۱۹۹۵                                                  | سوفان بوری، تایلند                                           |             |
| ۱۹۹۵ | تونس                                                         | اسپرانس #                                                    | ۳–۰                                                          | تای‌فارمرز بانک †                                             | تایلند                                                       | ۷ اکتبر ۱۹۹۵                                                 | تونس، تونس                                                   |             |
| ۱۹۹۵ | اسپرانس برنده شد ۴–۱ در مجموع                                |                                                              |                                                              |                                                              |                                                              |                                                              |                                                              |             |
| ۱۹۹۶ | آفریقای جنوبی                                                | اورلاندو پایرتس #                                            | ۰–۰                                                          | ایلهوا چونما †                                               | کره جنوبی                                                    | ۴ مه ۱۹۹۶                                                    | ژوهانسبورگ، آفریقای جنوبی                                    |             |
| ۱۹۹۶ | کره جنوبی                                                    | ایلهوا چونما †                                               | ۵–۰                                                          | اورلاندو پایرتس #                                            | آفریقای جنوبی                                                | ۱۸ مه ۱۹۹۶                                                   | سئول، کره جنوبی                                              |             |
| ۱۹۹۶ | ایلهوا چونما برنده شد ۵–۰ در مجموع                           |                                                              |                                                              |                                                              |                                                              |                                                              |                                                              |             |
| ۱۹۹۷ | کره جنوبی                                                    | پوهانگ استیلرز †                                             | ۲–۱                                                          | زمالک #                                                      | مصر                                                          | ۱۶ نوامبر ۱۹۹۷                                               | پوهانگ، کره جنوبی                                            | [ ۵ ] [ ۶ ] |
| ۱۹۹۷ | مصر                                                          | زمالک #                                                      | ۱–۰                                                          | پوهانگ استیلرز †                                             | کره جنوبی                                                    | ۵ دسامبر ۱۹۹۷                                                | قاهره، مصر                                                   | [ ۵ ] [ ۶ ] |
| ۱۹۹۷ | مجموع ۲–۲, زمالک برنده شد در گل زده در خانه حریف             |                                                              |                                                              |                                                              |                                                              |                                                              |                                                              | [ ۵ ] [ ۶ ] |
| ۱۹۹۸ | کره جنوبی                                                    | پوهانگ استیلرز †                                             | ۲–۲                                                          | الرجا #                                                      | مراکش                                                        | ۱۱ آوریل ۱۹۹۹                                                | پوهانگ، کره جنوبی                                            | [ ۶ ]       |
| ۱۹۹۸ | مراکش                                                        | الرجا #                                                      | ۱–۰                                                          | پوهانگ استیلرز †                                             | کره جنوبی                                                    | ۲۵ آوریل ۱۹۹۹                                                | کازابلانکا، مراکش                                            | [ ۶ ]       |
| ۱۹۹۸ | الرجا برنده شد ۳–۲ در مجموع                                  |                                                              |                                                              |                                                              |                                                              |                                                              |                                                              | [ ۶ ]       |
| ۱۹۹۹ | برگزار نشد تیم‌های راه یافته: آسک میموساس # و جوبیلو ایواتا † | برگزار نشد تیم‌های راه یافته: آسک میموساس # و جوبیلو ایواتا † | برگزار نشد تیم‌های راه یافته: آسک میموساس # و جوبیلو ایواتا † | برگزار نشد تیم‌های راه یافته: آسک میموساس # و جوبیلو ایواتا † | برگزار نشد تیم‌های راه یافته: آسک میموساس # و جوبیلو ایواتا † | برگزار نشد تیم‌های راه یافته: آسک میموساس # و جوبیلو ایواتا † | برگزار نشد تیم‌های راه یافته: آسک میموساس # و جوبیلو ایواتا † |             |

## نتایج بر اساس باشگاه‌ها
| کشور          | باشگاه                   | قهرمان | نایب قهرمان | سالهای قهرمانی[A] | سالهای نایب قهرمانی[A] |
| ------------- | ------------------------ | ------ | ----------- | ----------------- | ---------------------- |
| مصر           | زمالک                    | ۲      | ۱           | ۱۹۸۷, ۱۹۹۷        | ۱۹۹۴                   |
| تایلند        | تای‌فارمرز بانک           | ۱      | ۱           | ۱۹۹۴              | ۱۹۹۵                   |
| کرهٔ جنوبی     | بوسان ای‌پارک             | ۱      | ۰           | ۱۹۸۶              |                        |
| مصر           | الاهلی                   | ۱      | ۰           | ۱۹۸۸              |                        |
| الجزایر       | وفاق سطیف                | ۱      | ۰           | ۱۹۸۹              |                        |
| تونس          | آفریقایی                 | ۱      | ۰           | ۱۹۹۲              |                        |
| مراکش         | الوداد کازابلانکا        | ۱      | ۰           | ۱۹۹۳              |                        |
| تونس          | اسپرانس                  | ۱      | ۰           | ۱۹۹۵              |                        |
| کرهٔ جنوبی     | سئونگنام                 | ۱      | ۰           | ۱۹۹۶              |                        |
| مراکش         | الرجا                    | ۱      | ۰           | ۱۹۹۸              |                        |
| کرهٔ جنوبی     | پوهانگ استیلرز           | ۰      | ۲           |                   | ۱۹۹۷, ۱۹۹۸             |
| مراکش         | ارتش سلطنتی              | ۰      | ۱           |                   | ۱۹۸۶                   |
| ژاپن          | جف یونایتد ایچیهارا چیبا | ۰      | ۱           |                   | ۱۹۸۷                   |
| ژاپن          | توکیو وردی               | ۰      | ۱           |                   | ۱۹۸۸                   |
| قطر           | السد                     | ۰      | ۱           |                   | ۱۹۸۹                   |
| عربستان سعودی | الهلال                   | ۰      | ۱           |                   | ۱۹۹۲                   |
| ایران         | پاس                      | ۰      | ۱           |                   | ۱۹۹۳                   |
| آفریقای جنوبی | اورلاندو پایرتس          | ۰      | ۱           |                   | ۱۹۹۶                   |

## نتایج بر اساس کشورها
| کشور          | قهرمان | نایب قهرمان |
| ------------- | ------ | ----------- |
| مصر           | ۳      | ۱           |
| کره جنوبی     | ۲      | ۲           |
| مراکش         | ۲      | ۱           |
| تونس          | ۲      | ۰           |
| تایلند        | ۱      | ۱           |
| الجزایر       | ۱      | ۰           |
| ژاپن          | ۰      | ۲           |
| ایران         | ۰      | ۱           |
| قطر           | ۰      | ۱           |
| عربستان سعودی | ۰      | ۱           |
| آفریقای جنوبی | ۰      | ۱           |

## نتایج بر اساس نوع انتخاب شدن
| جام                  | قهرمان | نایب قهرمان |
| -------------------- | ------ | ----------- |
| جام باشگاه‌های آفریقا | ۸      | ۳           |
| جام باشگاه‌های آسیا   | ۳      | ۸           |

## مربیان قهرمان
جدول زیر لیست مربیان قهرمان جام باشگاهی آفریقا–آسیا است.
| سال  | باشگاه قهرمان     | سرمربی                   |
| ---- | ----------------- | ------------------------ |
| ۱۹۸۶ | دوو رویالز        | لی چا-مان                |
| ۱۹۸۷ | زمالک             | عصام بهیج                |
| ۱۹۸۸ | الاهلی            | دیتریچ ویسه              |
| ۱۹۸۹ | وفاق سطیف         | مکتهار اریبی             |
| ۱۹۹۲ | آفریقایی          | یوسف الزواوی             |
| ۱۹۹۳ | الوداد کازابلانکا | یوری سباستیانکو          |
| ۱۹۹۴ | تای‌فارمرز بانک    | چارنویت پولچیوین         |
| ۱۹۹۵ | اسپرانس           | روبرتو دی بالدوس آمیلتون |
| ۱۹۹۶ | ایلهوا چونما      | لی جانگ-سو               |
| ۱۹۹۷ | زمالک             | رود کرول                 |
| ۱۹۹۹ | الرجا             | اسکار فولونه             |